# يعقوب صالح عبد الرحمن القلاف
{{صندوق معلومات سيرة كرة قدم
| اسم              = يعقوب القلاف
| صورة             = 
| حجم_الصورة       = 
| شرح              = 
| اسم_كامل         = يعقوب صالح عبد الرحمن القلاف
| تاريخ_الميلاد     = 26 سبتمبر 1995

| مكان_الميلاد      = البحرين
| طول              = 
| مركز             = الدفاع
| جنسية            =  البحرين
| النادي_الحالي    =  البحرين
| رقم_النادي       = 
| سنوات_الشباب1    = 
| أندية_الشباب1    = 
| سنوات1           = 2013-
| أندية 4         =  البحرين
نادي البسيتين
نادي مدينة عيسى
نادي الاتحاد
| مباريات1         = 
| أهداف1           = 
| سنوات_وطنية1     = 
| منتخب_وطني1      = 
| مباريات_وطنية1   = 
| أهداف_وطنية1     = 
| قوالب_ميدالية    = 
| تحديث-نادي       = 1 سبتمبر 2016
| تحديث-منتخب_وطني = 1 سبتمبر 2016
اعتزل كرة القدم بداية 2024 ويعمل حاليا مدربا للحراس في عدد من اكاديميات كرة القدم في البحرين
يعقوب صالح عبد الرحمن القلاف (مواليد 26 سبتمبر 1995) لاعب كرة قدم بحريني يلعب حاليا لصالح نادي الدرجة الأولى البحرين البحريني في خط الدفاع من 2013.

## منتخب البحرين
شارك القلاف مع منتخب البحرين الأولمبي.